# Factor de Landé
En física, el factor de Landé es una constante de proporcionalidad entre el momento magnético de un sistema y el correspondiente número cuántico. Se utiliza para resumir de forma efectiva los efectos que hacen que se desvíe el momento magnético de los electrones desapareados de un ion paramagnético del que tendrían esos mismos electrones en el vacío. También es conocido como factor giromagnético de Landé. Lleva el nombre de Alfred Landé, quien lo describió por primera vez en 1921.

## Contexto y fórmula
En mecánica cuántica, el llamado efecto Zeeman consiste en el desdoblamiento de niveles de energía en un átomo cuando se aplica un campo magnético externo. Cuando el campo es lo bastante débil, se puede aplicar la teoría de perturbaciones para obtener el valor del desdoblamiento.
El resultado al que se llega es que el aumento (o disminución) en la energía de un nivel concreto depende de los números cuánticos S, L, J y MJ de ese nivel. Si se considera un campo magnético {\displaystyle {\vec {B}}} paralelo a la dirección espacial Z, se obtiene que la variación de energía correspondiente a un estado propio del hamiltoniano de estructura fina {\displaystyle |\gamma LS;JM_{J}\rangle } es:
| Símbolo                  | Nombre                  | Fórmula                                                           |
| ------------------------ | ----------------------- | ----------------------------------------------------------------- |
| {\displaystyle \mu _{B}} | Magnetón de Bohr        |                                                                   |
| {\displaystyle g}        | Factor de Landé         | {\displaystyle g={\frac {3}{2}}+{\frac {S(S+1)-L(L+1)}{2J(J+1)}}} |
|                          | Números cuánticos       |                                                                   |
| J                        | Momento angular total   |                                                                   |
| L                        | Momento angular orbital |                                                                   |
| S                        | Momento angular spin    |                                                                   |
| {\displaystyle M_{J}}    |                         |                                                                   |

## Obtención del factor de Landé
Es posible deducir el valor del factor de Landé a partir del operador hamiltoniano de acoplamiento magnético (perturbación al hamiltoniano de estructura fina). Éste se puede escribir como sigue:

{\displaystyle H_{B}={\frac {\mu _{B}}{\hbar }}B(2S_{z}+L_{z})}

Hay un problema con la base utilizada. La base de vectores propios del hamiltoniano de estructura fina es la {\displaystyle |JM_{J}\rangle }. Los operadores {\displaystyle L_{z}} y {\displaystyle S_{z}} no tienen como base de vectores propios la base {\displaystyle |JM_{J}\rangle }. Se debe por tanto expresar estos operadores en función de otros cuya actuación sobre la base {\displaystyle |JM_{J}\rangle } sí conozcamos.
Mediante el teorema de proyección, se puede escribir, exclusivamente dentro del subespacio formado por la base {\displaystyle \left[|JM_{J}\rangle \right]} con J fijo, lo siguiente:

{\displaystyle S_{z}={\dfrac {\langle {\vec {J}}\cdot {\vec {S}}\rangle }{\langle {\vec {J}}^{2}\rangle }}J_{z}}

{\displaystyle L_{z}={\dfrac {\langle {\vec {J}}\cdot {\vec {L}}\rangle }{\langle {\vec {J}}^{2}\rangle }}J_{z}}

lo que permite reescribir {\displaystyle H_{B}} en la forma:

{\displaystyle H_{B}={\cfrac {\mu _{B}}{\hbar }}B{\cfrac {2\langle {\vec {J}}\cdot {\vec {S}}\rangle +\langle {\vec {J}}\cdot {\vec {L}}\rangle }{\langle {\vec {J}}^{2}\rangle }}J_{z}}

Por un lado, se verifica que:

<{\displaystyle \langle {\vec {J}}^{2}\rangle =\langle \gamma LS;JM_{J}|{\vec {J}}^{2}|\gamma LS;JM_{J}\rangle =J(J+1)\hbar ^{2}}

y por otro, de forma no tan inmediata y a partir de que:

{\displaystyle {\vec {J}}={\vec {L}}+{\vec {S}}}

y que:

{\displaystyle {\vec {L}}\cdot {\vec {S}}={\frac {1}{2}}({\vec {J}}^{2}-{\vec {L}}^{2}-{\vec {S}}^{2})}

es posible hacer el siguiente desarrollo:

{\displaystyle \langle {\vec {J}}\cdot {\vec {S}}\rangle =\langle ({\vec {L}}+{\vec {S}})\cdot {\vec {S}}\rangle =\langle {\vec {L}}\cdot {\vec {S}}+{\vec {S}}^{2}\rangle =\langle {\frac {1}{2}}({\vec {J}}^{2}+{\vec {S}}^{2}-{\vec {L}}^{2})\rangle ={\frac {1}{2}}\hbar ^{2}(J(J+1)+S(S+1)-L(L+1))}

De forma totalmente análoga se llega al resultado:

{\displaystyle \langle {\vec {J}}\cdot {\vec {L}}\rangle ={\frac {1}{2}}\hbar ^{2}(J(J+1)-S(S+1)+L(L+1))}

De esta manera, se obtiene la nueva forma de {\displaystyle H_{B}}:

{\displaystyle H_{B}={\dfrac {\mu _{B}}{\hbar }}B{\dfrac {3J(J+1)+S(S+1)-L(L+1)}{2J(J+1)}}J_{z}}

Reagrupando, queda:

{\displaystyle H_{B}={\frac {\mu _{B}}{\hbar }}B\left({\cfrac {3}{2}}+{\cfrac {S(S+1)-L(L+1)}{2J(J+1)}}\right)J_{z}}

donde
{\displaystyle g={\frac {3}{2}}+{\dfrac {S(S+1)-L(L+1)}{2J(J+1)}}}
es el factor de Landé.
La corrección a la energía, por teoría de perturbaciones de primer orden, se obtiene como:

{\displaystyle \Delta E=\langle JM_{J}|H_{B}|JM_{J}\rangle =\mu _{B}BgM_{J}}

que es el resultado al que se quería llegar.